# フート (魚雷)

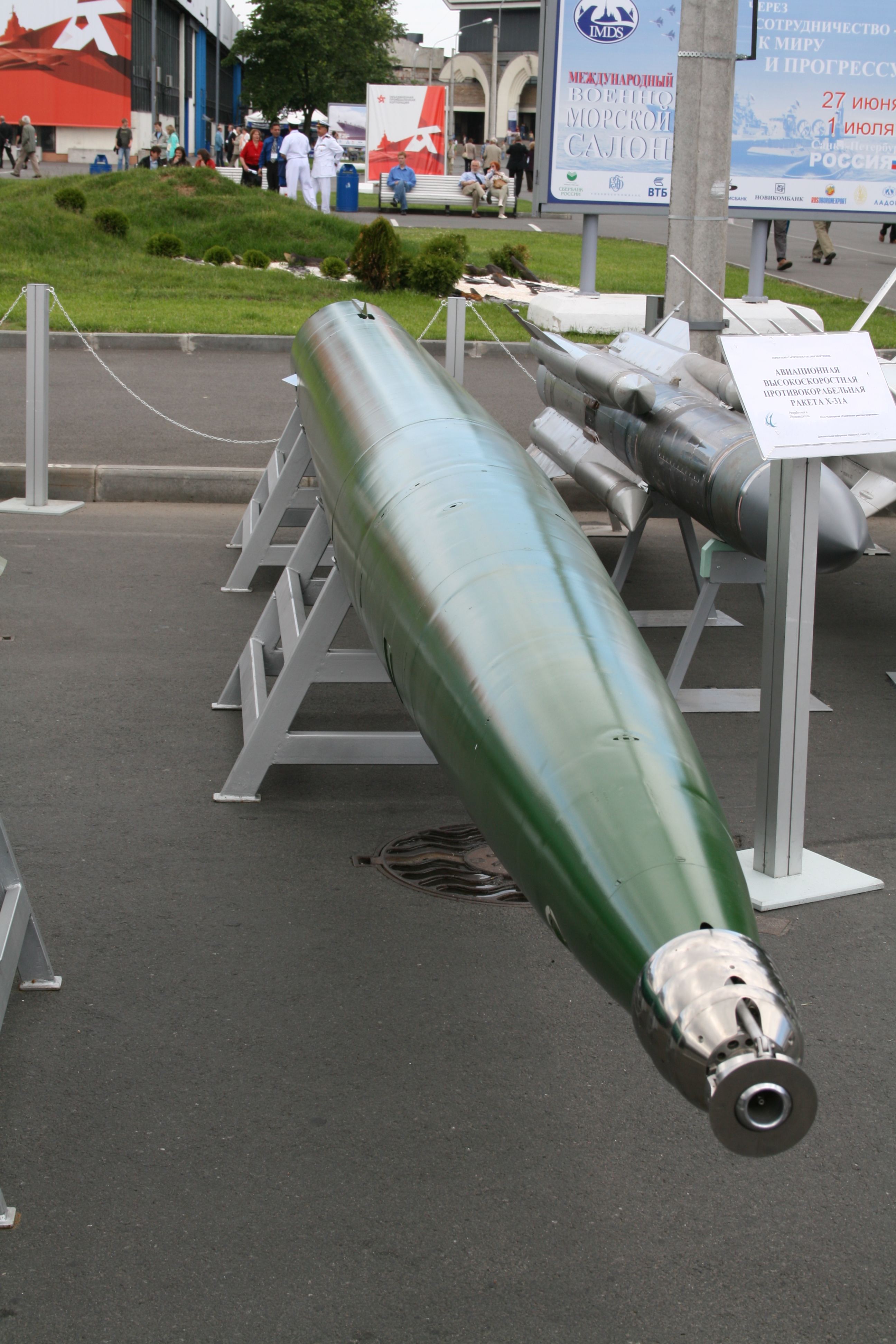
フート開発の元となったとされるロシアのシクヴァル魚雷

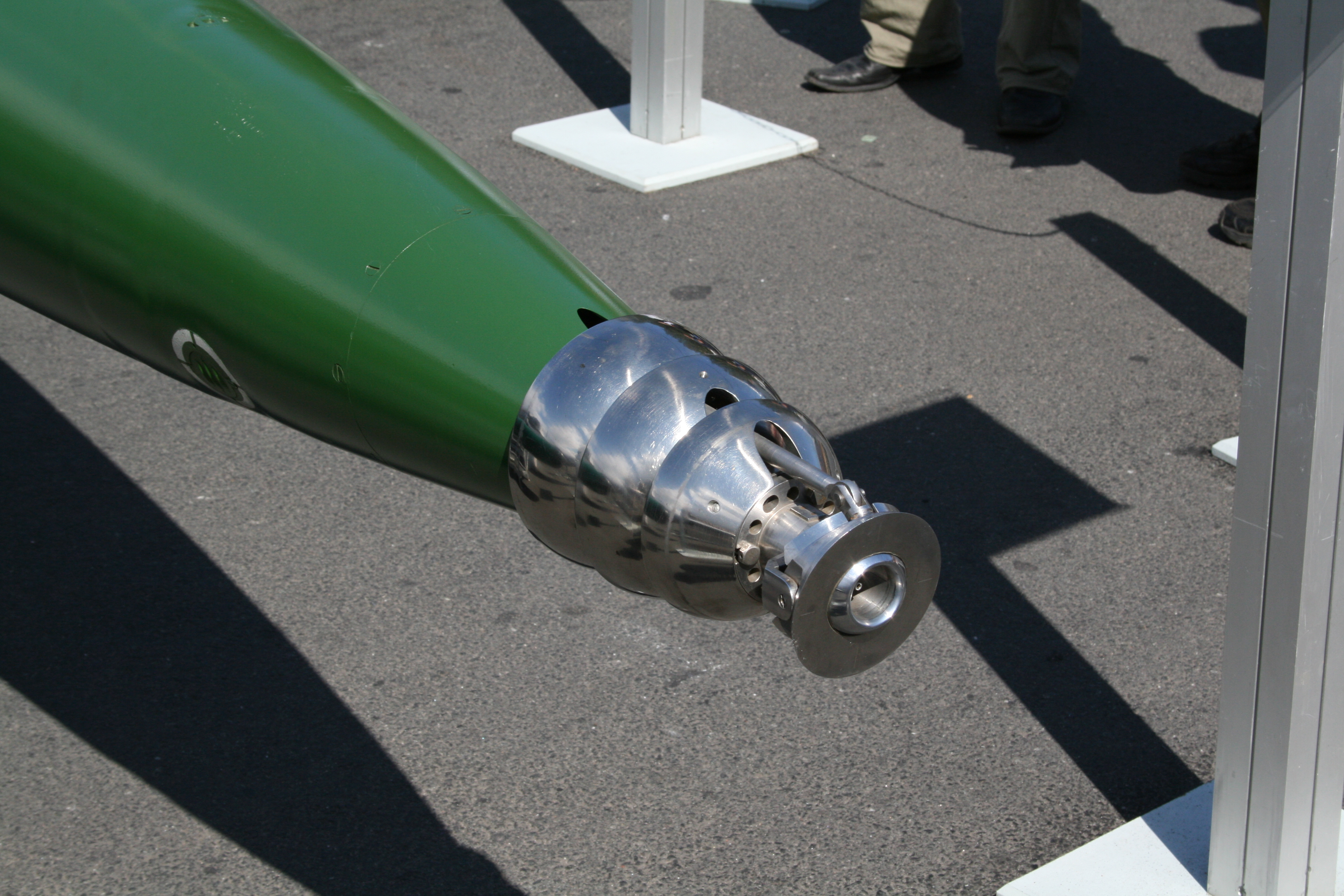
シクヴァル魚雷の先端部

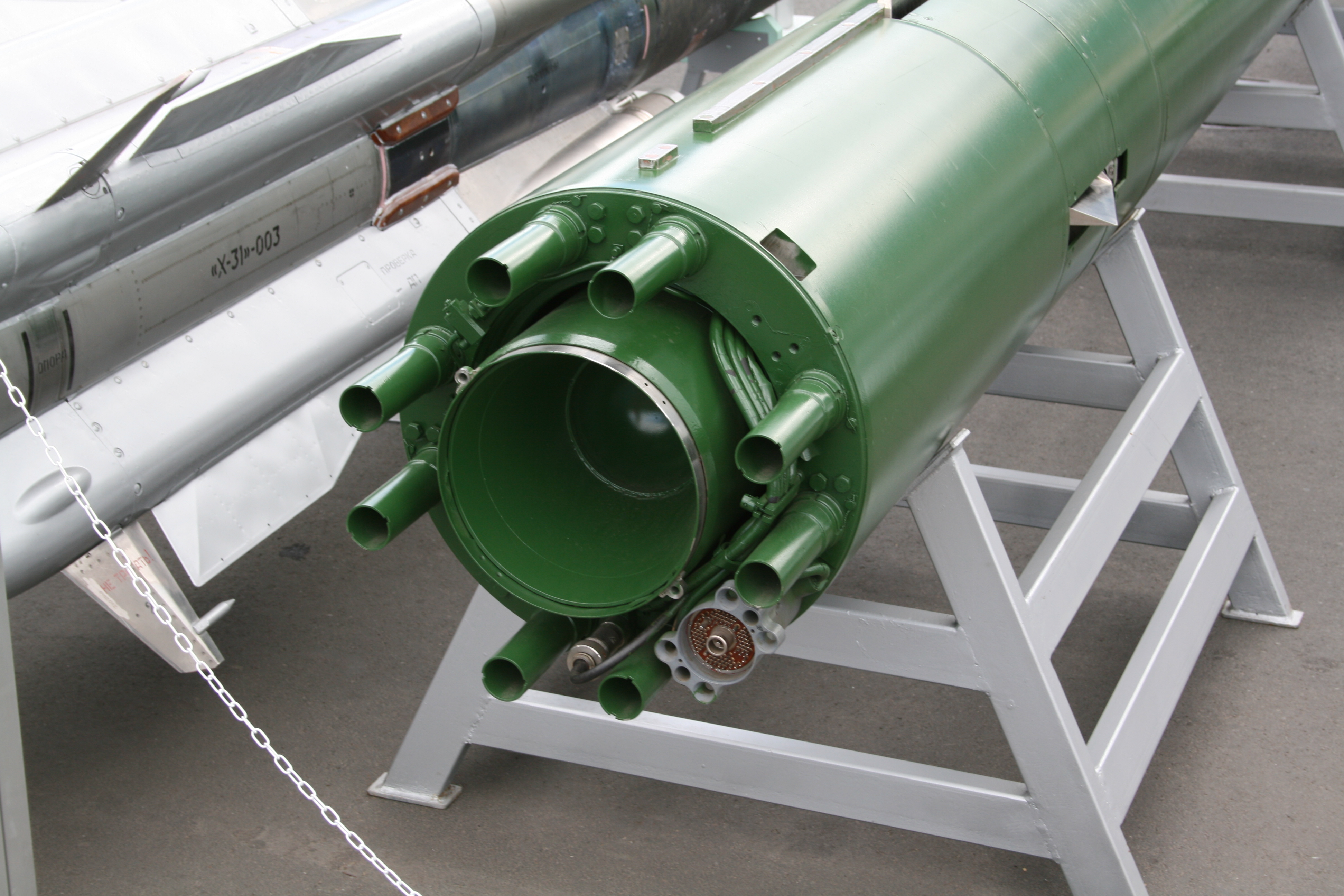
シクヴァル魚雷の後部

フート（ペルシア語: حوت =鯨、英語：Hoot）は イラン製の高速魚雷である。これはスーパーキャビテーションを利用することで、約360km/時の高速で水中を疾走することができるとされ、この速度は通常の魚雷の数倍である。
2006年4月2日と同年4月3日に行われたイランの軍事訓練「Great Prophet」（(پيامبر اعظم(ص）において、水上艦から模擬潜水艦に対する試験発射が成功したとされた。
公式なイランの報道機関である国営イスラーム共和国通信（IRNA）はイスラム革命防衛隊によって開発・製造されたと伝えた。しかし軍事や産業分野のアナリストたちは、このフートが速度が同じロシアのシクヴァル高速魚雷に由来すると推論した。
ロシア製のシクヴァル高速魚雷が水中ミサイルと呼称されることがあるため、フートも水中ミサイルと呼称されるかもしれない。